# Ибарра, Исидоро
Исидоро Карлос Ибарра (исп. Isidoro Carlos Ibarra, 2 октября 1992, Виктория, Аргентина) — аргентинский хоккеист (хоккей на траве), защитник и полузащитник. Олимпийский чемпион 2016 года, чемпион Панамериканских игр 2015 года.

## Биография
Исидоро Ибарра родился 2 октября 1992 года в аргентинском городе Виктория в провинции Буэнос-Айрес.
Играл в хоккей на траве за аргентинский «Сан-Фернандо», откуда перешёл в бельгийский «Беерсхот». В дальнейшем выступал за нидерландский «Лёвен» (2017—2018), «Сан-Фернандо» (2018—2019), бельгийский «Антверпен» (с 2019 года).
В 2012 году в составе юниорской сборной Аргентины завоевал золотую медаль чемпионата Америки в Гвадалахаре.
С 2015 года выступает за сборную Аргентины, провёл 51 матч.
В 2015 году выиграл золотую медаль хоккейного турнира Панамериканских игр в Торонто.
В 2016 году вошёл в состав сборной Аргентины по хоккею на траве на летних Олимпийских играх в Рио-де-Жанейро и завоевал золотую медаль. Играл в поле, провёл 1 матч, мячей не забивал.

## Семья
Старший брат Исидоро Ибарры Педро Ибарра (род. 1985) также играет за сборную Аргентины по хоккею на траве, в 2016 году стал олимпийским чемпионом, также участвовал в летних Олимпийских играх 2012 года.